# Lissotriton

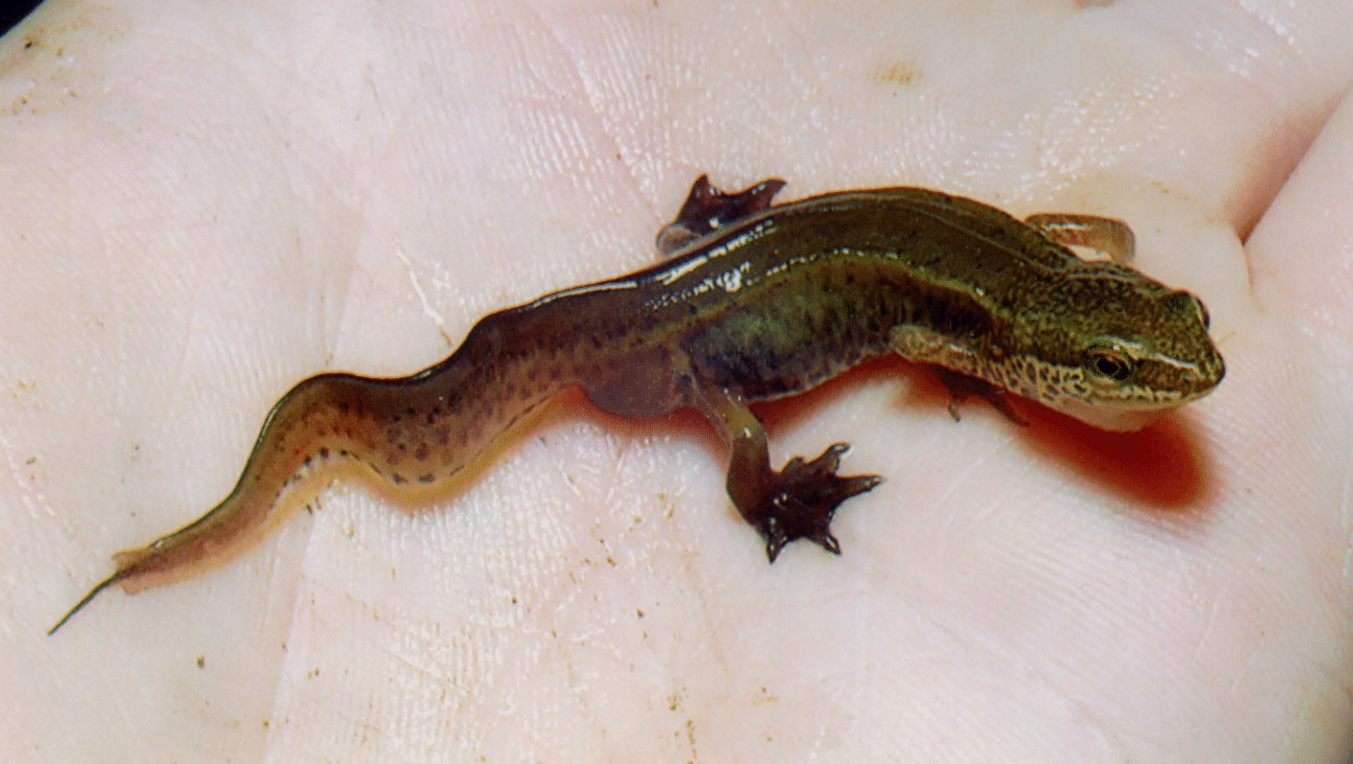
Ein männlicher Fadenmolch.

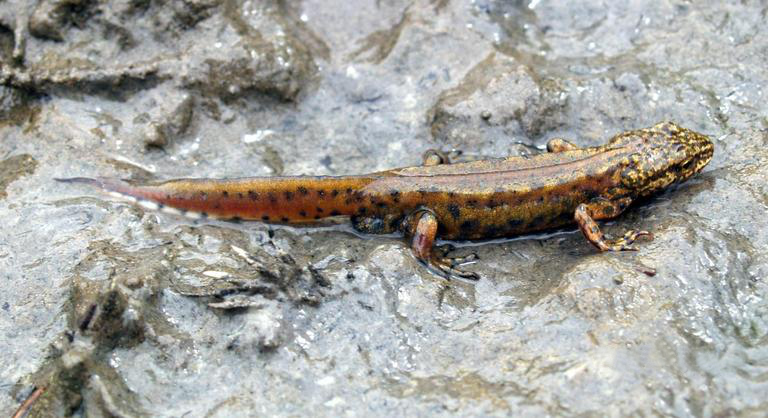
Karpatenmolch (Lissotriton montandoni)

Lissotriton ist eine Gattung aus der Familie der Echten Salamander mit 10 Arten. Die Arten dieser Gattung wurden lange Zeit der Gattung Triturus zugeordnet, bevor sie als eigene Gattung abgespalten wurden.

## Merkmale
Arten der Gattung Lissotriton erreichen Körperlängen von 6–12 cm, wobei die Weibchen etwas größer werden als die Männchen. Die Färbung der Oberseiten ist meist bräunlich oder gelbbräunlich, kann aber auch Richtung grau und olivgrün variieren. Bei vielen Arten finden sich zudem Fleckenmuster auf der Oberseite. Die Unterseite ist orangerot, orange oder gelblich gefärbt und kann je nach Art Flecken aufweisen oder ungefleckt sein. In Wassertracht haben die Männchen einiger Arten einen auffälligen Kamm.

## Verbreitung
Vertreter der Gattung bewohnen nahezu ganz Europa, mit Ausnahme der südöstlichen Iberischen Halbinsel, dem Norden Skandinaviens und der Mittelmeerinseln. Im Osten reicht das Verbreitungsgebiet in Russland flächig etwa bis zur Wolga, östlich davon in kleinen Teilarealen jedoch fast bis zur Mongolei und im Kaukasus bis ans Kaspische Meer. In der Türkei werden nur die nördlichen und nordöstlichen Teile besiedelt. Im Kaukasus und in der Türkei kommt die Gattung somit auch in Westasien vor, in Russland auch bis in die zentralen Bereiche Asiens. Vertreter der Art kommen von Meeresspiegelhöhe bis in 2700 m über NN (Kaukasus) vor, wobei sie in Europa selten über 2000 m über NN zu finden sind. Die meisten Arten präferieren Mittelgebirgslagen.

## Lebensraum und Lebensweise
An Land besiedeln Arten der Gattung verschiedene Habitate, wie Laubwälder, Nadelwälder, Heiden und Kulturland. Hier werden tagsüber feuchte Verstecke, wie unter Steinen, totem Holz, Baumstümpfen oder in Falllaub, aufgesucht und nachts streifen die Tiere auf der Futtersuche umher. Hierbei wird Jagd auf Insekten, Würmer, Spinnen, Asseln und andere Gliederfüßer gemacht.
Während der Fortpflanzungszeit, die je nach Region zwischen dem Spätherbst und dem Frühsommer stattfindet, suchen die Tiere ihre Laichgewässer auf. Dies können Seen, Weiher, kleinere Tümpel, Gräben, Brunnenbecken, wassergefüllte Fahrspuren, aber im Süden des Areals auch Bäche mit klarem Wasser und sogar Höhlengewässer sein. Wichtig ist vorhandene Unterwasservegetation. Zur Zeit des Wasseraufenthaltes besteht die Nahrung aus Kleinkrebsen, Insektenlarven, Froschlaich, Kaulquappen und sogar Larven der eigenen Art. Manche Tiere verbringen das ganze Jahr im Wasser, meistens wird das Laichgewässer aber nach der Fortpflanzungszeit wieder verlassen. In den meisten Regionen halten die Tiere im Winter eine Winterruhe an geschützten Orten, in tieferen Lagen der südlichen Regionen kann diese entfallen.

## Arten
Aktuell gehören der Gattung 10 Arten an.
Stand: 20. Oktober 2024
- Spanischer Wassermolch (Lissotriton boscai (Lataste, 1879))
- Griechischer Teichmolch (Lissotriton graecus (Wolterstorff, 1906))
- Fadenmolch (Lissotriton helveticus (Razoumowsky, 1789))
- Italienischer Wassermolch (Lissotriton italicus (Peracca, 1898))
- Kosswig-Teichmolch (Lissotriton kosswigi (Freytag, 1955))
- Kaukasus-Teichmolch (Lissotriton lantzi (Wolterstorff, 1914))
- Lissotriton maltzani (Boettger, 1879)
- Karpatenmolch (Lissotriton montandoni (Boulenger, 1880))
- Ägäischer Teichmolch (Lissotriton schmidtleri (Raxworthy, 1988))
- Teichmolch (Lissotriton vulgaris (Linnaeus, 1758))

Lissotriton graecus, Lissotriton kosswigi, Lissotriton lantzi und Lissotriton schmidtleri galten lange Zeit als Unterarten des Teichmolches, bevor sie 2009 von Alain Dubois und Jean Rafaëlli in den Artrang erhoben wurden. Lissotriton maltzani galt als Unterart des Spanischen Wassermolches und erhielt erst 2020 Artstatus.

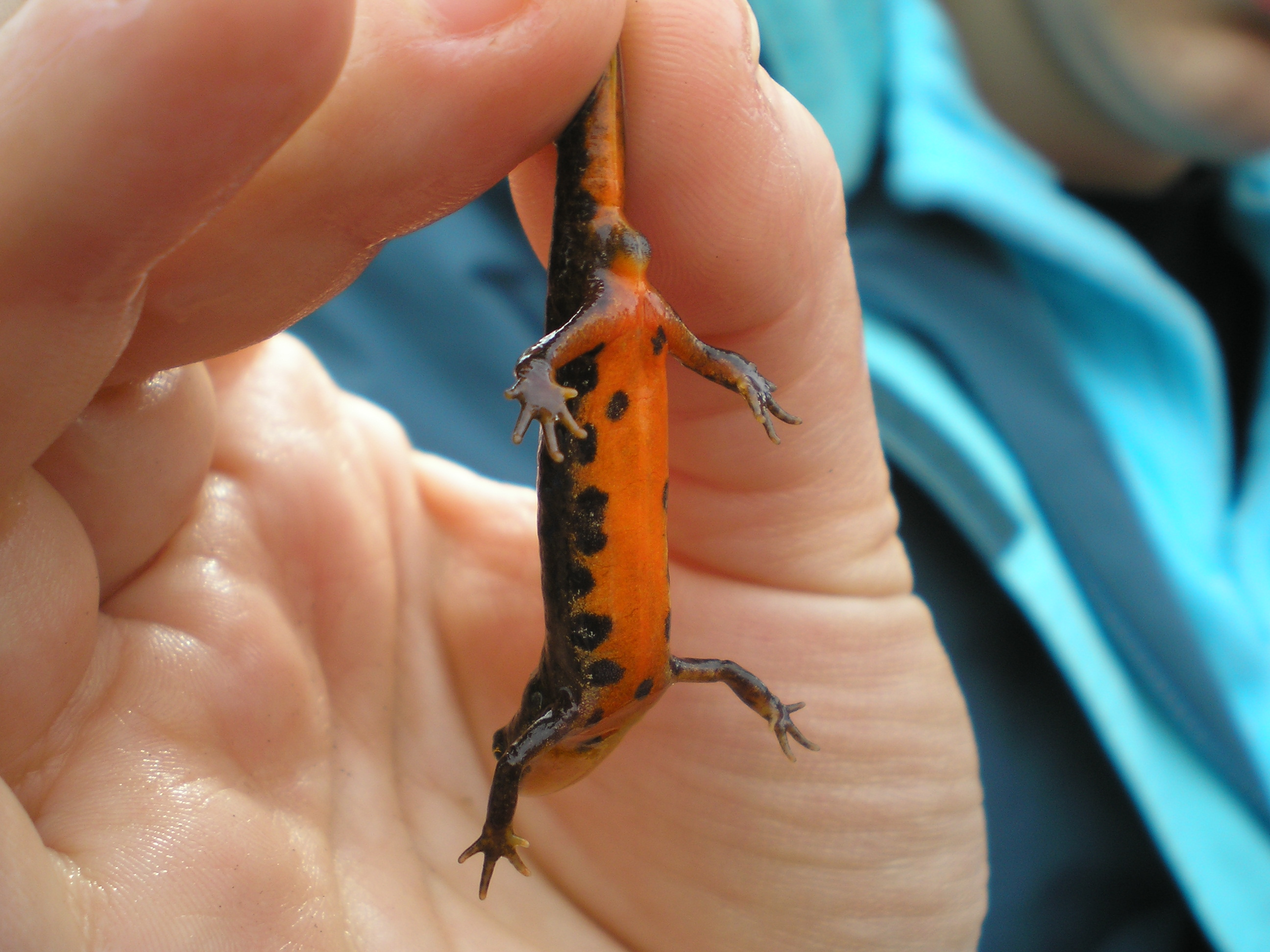
Die orangefarbene Unterseite eines Spanischen Wassermolches.

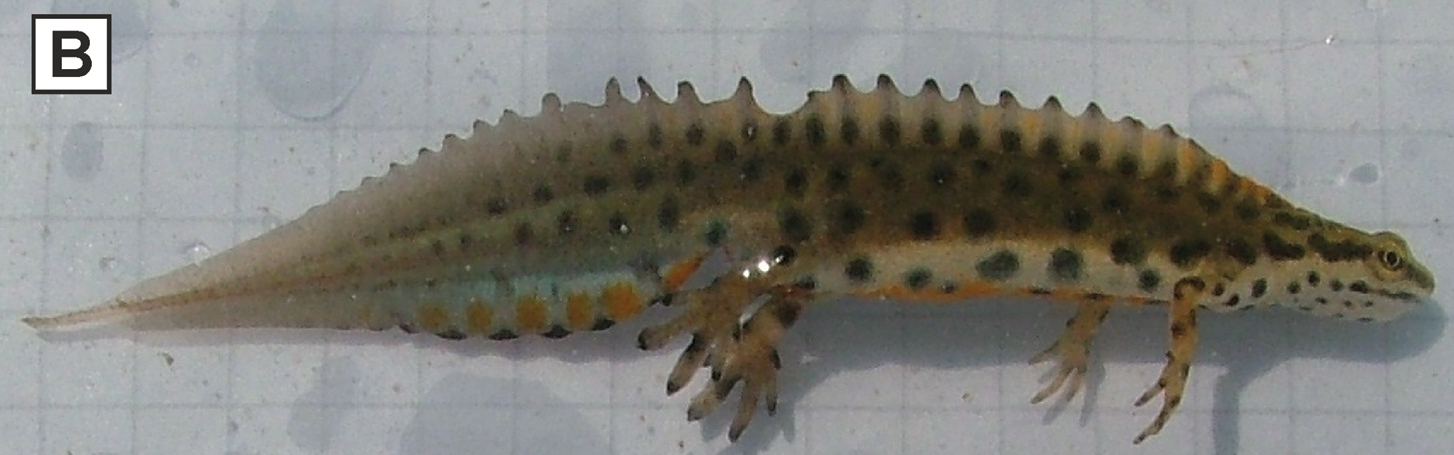
Ein Männchen von Lissotriton schmidtleri in Wassertracht.